# Tupolev ANT-9
Il Tupolev ANT-9 (in cirillico Туполев АНТ-9) era un trimotore (poi bimotore) di linea ad ala alta progettato dall'OKB 156 diretto da Andrej Nikolaevič Tupolev e sviluppato in Unione Sovietica nei tardi anni venti.
Impiegato negli anni trenta principalmente dalla Aeroflot, la compagnia di bandiera dell'Unione Sovietica, rimase operativo dal 1931 al 1945.

## Storia del progetto
In ottemperanza al primo piano quinquennale (1928-1932) voluto da Stalin, l'ufficio di progettazione (OKB) diretto da Andrej Tupolev avviò il progetto di un nuovo modello di aereo destinato al trasporto passeggeri di linea, analogamente a quanto fece l'OKB diretto da Konstantin Alekseevič Kalinin con il Kalinin K-5.
Il prototipo del Tupolev ANT-9 volò per la prima volta nel maggio del 1929 e, nell'estate del medesimo anno, compì un tour dimostrativo in Europa occidentale, alla ricerca di ordinativi.
Nato in configurazione trimotore, dopo la costruzione di una prima serie di esemplari (12) venne modificato in configurazione bimotore: grazie alla maggior potenza sviluppata da ogni singolo propulsore, le prestazioni ebbero un leggero miglioramento (la velocità di punta venne incrementata da 205 a 215 km/h).
Complessivamente, nelle due versioni, il Tupolev ANT-9 venne costruito in circa 70 esemplari.

### Impiego operativo
I velivoli, indipendentemente dalla loro versione, vennero impiegati dalle compagnie Dobrolet (prima compagnia aerea interamente sovietica, fondata nel 1924) e Deruluft (Deutsch-Russische Luftverkehrs A.G.). Quest'ultima già dal 1922 collegava regolarmente la città (allora) tedesca di Königsberg (l'attuale Kaliningrad) con Mosca.
La versione bimotore, conosciuta sia come ANT-9/M 17 (dalla sigla dei motori utilizzati) sia come PS-9, venne destinata alla rotta Mosca-Berlino.

## Descrizione tecnica
Il Tupolev ANT-9 era, in entrambe le versioni, un monoplano ad ala alta con struttura interamente metallica e rivestimento costituito da duralluminio ondulato; era concepito per il trasporto di nove passeggeri oltre ai due membri dell'equipaggio.
Il prototipo era motorizzato con tre radiali Gnome-Rhône Titan, che però negli esemplari di serie furono sostituiti da altrettanti Wright Whirlwind, radiali a 7 cilindri da 300 hp.
La versione bimotore era invece equipaggiata con due Mikulin M-17, motori a V a 12 cilindri, da 680 hp ciascuno (produzione su licenza dei tedeschi BMW VI).

## Sviluppi correlati

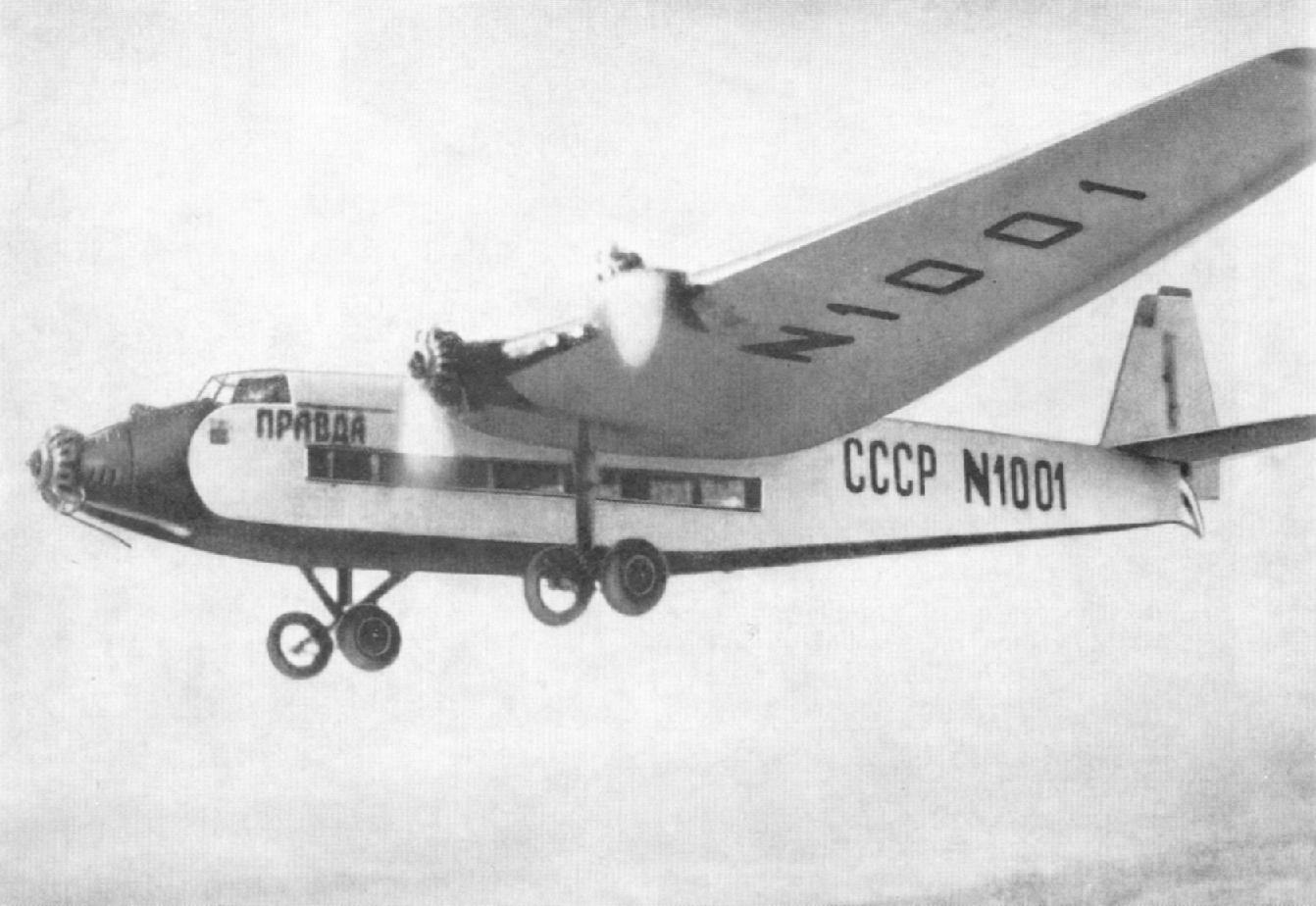
L'ANT-14 in volo.

Del Tupolev ANT-9 venne realizzata una versione di maggiori dimensioni, identificata come ANT-14 (Туполев АНТ-14). Di questo velivolo venne realizzato un singolo esemplare denominato Правда (Pravda, la Verità in lingua russa): dotato di cinque motori (in questo caso radiali Gnome-Rhône 9A Jupiter da 480 hp) aveva una lunghezza di 26,49 m ed un'apertura alare di 40,40 m e poteva ospitare 36 passeggeri.
Progettato per il servizio sulla rotta Mosca-Vladivostok, non ebbe seguito produttivo in quanto all'epoca la tratta non richiedeva aerei di tale capacità. Venne impiegato per scopi propagandistici.

## Utilizzatori

### Civili
[[File:
Flag of the Soviet Union (1936 – 1955).svg|class=noviewer|

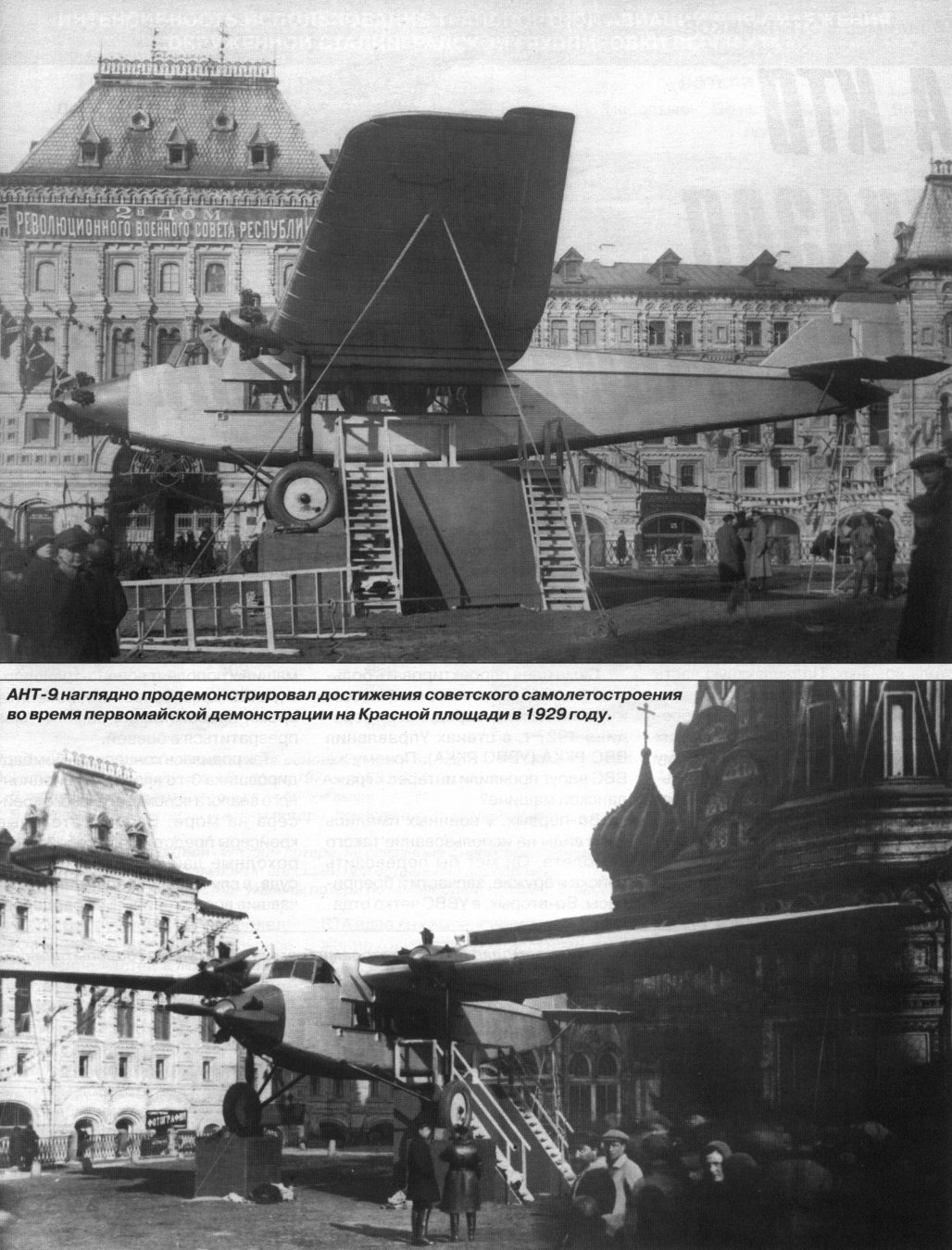
UN ANT-9 ritratto nella Piazza Rossa, in una foto del 1929.

Unione Sovietica (bandiera)|border|20x16px]] Germania-Unione Sovietica
- Deruluft

 Turchia
- Turkish Airlines

 Unione Sovietica
- Aeroflot
- Dobrolet

### Militari
Unione Sovietica
- Sovetskie Voenno-vozdušnye sily

### Periodici
- (EN) First Russian all-metal plane, in Flight, Sutton, Surrey (UK), Reed Business Information Ltd, 29 agosto 1929,  pp. 913-4. URL consultato il 19 ottobre 2012.